# James Hoban

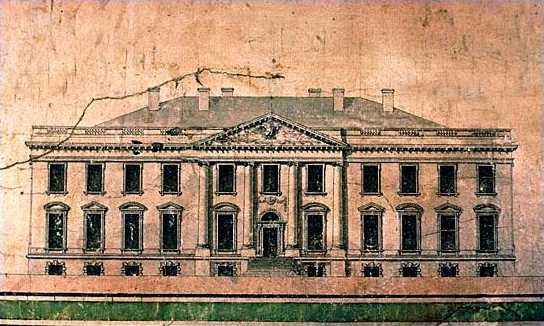
Hobans ontwerp van het Witte Huis

James Hoban (Desart, circa 1762 - Washington D.C., 8 december 1831) was een Iers Amerikaans architect die bekend is geworden door zijn ontwerp van het Witte Huis.

## Biografie
James Hoban werd geboren in Desart, nabij Callan, County Kilkenny, Ierland. Hoban werd opgevoed op het landgoed van de Graaf van Desart in Cuffesgrange, waar hij timmervaardigheden leerde. Hij studeerde architectuur bij de Royal Dublin Society. Na de Amerikaanse Onafhankelijkheidsoorlog emigreerde Hoban naar de Verenigde Staten en vestigde zich in 1781 in Philadelphia.
In 1792 won Hoban de wedstrijd om de presidentiële villa te ontwerpen, die later als het Witte Huis bekend werd. Hoban was ook een van de architecten die de leiding had bij de bouw van het Capitool naar ontwerpen van William Thornton.
Hoban leefde de rest van zijn leven in Washington D.C. waar hij werkte aan andere publieke gebouwen en overheidsprojecten, zoals wegen en bruggen. Hij ontwierp ook het Rossenarrahuis nabij het dorp Kilmoganny in County Kilkenny.
James Hoban overleed op 8 december 1831 in Washington D.C..
- Gemeinsame Normdatei: 119178834
- International Standard Name Identifier: 0000 0000 6679 0544
- Library of Congress Control Number: n81152530
- Nationale Bibliotheek van Israël: 987007361282605171
- SNAC: w6f855q0
- Union List of Artist Names: 500010568
- Virtual International Authority File: 77120033
- WorldCat: E39PBJg8DGdqWFjQBCvxqFBF8C